# Pierre Garbay
Pierre-François-Marie-Joseph Garbay (* 4. Oktober 1903 in Gray, Département Haute-Saône; † 17. Juli 1980 in Montluçon, Département Allier) war ein französischer Offizier und zuletzt General des Heeres (Armée de terre) der Streitkräfte (Forces armées françaises), der unter anderem als Compagnon de la Libération ausgezeichnet wurde und zwischen 1958 und 1959 Militärgouverneur von Paris war.

## Leben

### Ausbildung und Verwendungen als Offizier sowie Zweiter Weltkrieg

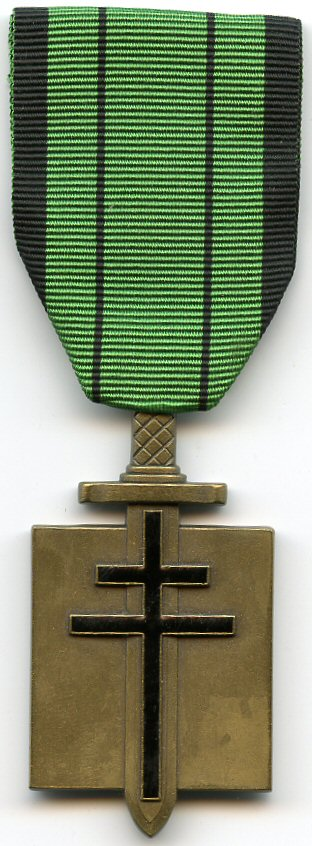
Durch Dekret vom 25. Juni 1941 wurde Pierre Garbay nach der Verleihung des Ordre de la Libération zum Compagnon de la Libération.

Pierre-François-Marie-Joseph Garbay besuchte die Grundschule und das Collège in Gray sowie das Lycée in Besançon. Danach begann er 1922 eine Offiziersausbildung an der Militärschule Saint-Cyr, die er 1924 als Angehöriger der Promotion „Metz et Strasbourg“ abschloss. Im Anschluss wurde er 1924 als Unterleutnant (Sous-lieutenant) in die Kolonialinfanterie übernommen und versah zunächst Dienst im 52. Kolonial-Maschinengewehrbataillon (53e Bataillon de mitrailleurs coloniaux) in Französisch-Marokko. Nach seiner Beförderung zum Leutnant (Lieutenant) 1926 nahm er als Chef einer Maschinengewehreinheit am Rifkrieg teil.  1927 wurde er nach China versetzt und versah dort bis 1931 Dienst. Nach seiner Rückkehr fand er Verwendung an der Ecole d’Application in Versailles und wurde nach Beförderung zum Hauptmann (Capitaine) 1933 abermals nach China versetzt, wo er Dienst im Hauptquartier der französischen Abteilung in Shanghai versah. 1938 wurde er nach Französisch-Äquatorialafrika AEF (Afrique-Équatoriale française) und war dort unter Oberstleutnant Jean Colonna d’Ornano Regimentsadjutant im Régiment de Tirailleurs sénégalais im Tschad. Während der Schlacht von Keren (2. Februar bis 27. März 1941) gelang ihm mit seinem Bataillon die Einnahme wichtiger Stellungen und die Gefangennahme von 430 italienischen Soldaten. Anschließend beteiligte er sich an der Einnahme von Keren, bevor er in das Lager Qastina in Palästina gesandt wurde, wo ihm General Charles de Gaulle durch Dekret vom 25. Juni 1941 der Ordre de la Libération verliehen und er dadurch als Compagnon de la Libération ausgezeichnet wurde.
Nachdem Garbay sein Bataillon im Juni 1941 bei Operationen in Syrien angeführt hatte, musste er drei Monate später seine Einheit verlassen, um das Kommando über die 4. Leichte Brigade (4e Brigade légère) zu übernehmen. Im Dezember 1941 wurde er zum Oberstleutnant (Lieutenant-colonel), übernahm dann am 1. April 1942 die Funktionen des Kommandeurs der Infanterie der 2. unabhängigen französischen Brigade 2. BFI (2e Brigade française indépendante) und beteiligte sich mit dieser an den Operationen in Unterägypten und in der Cyrenaika. Am 6. Mai 1942 wurde er zum stellvertretenden Kommandeur der 2. unabhängigen französischen Brigade ernannt, kämpfte im Mai 1943 in Tunesien und übernahm schließlich am 8. August 1943 den Posten als Kommandeur der 2. BFI. Am 26. April 1944 landete er mit der 1. Freien Französischen Division 1. DFL (1ère Division française libre) in Italien und beteiligte sich an allen schwierigen, aber letztendlich siegreichen Aktionen der 2. Brigade. So stieß er nördlich von Viterbo gegen den Feind und nahm die starke Stellung von Montefiascone ein. Anschließend hinderte er feindliche Verbände daran, sich in der Nähe von Bolsena wieder zu etablieren, indem er Angriffe italienischer Einheiten trotz eigener schwerer Verluste zurückschlagen konnte.
Am 25. Juni 1944 wurde er zum Oberst (Colonel) befördert und landete am 17. August 1944 in der Provence. Anschließend fungierte er zwischen dem 1. August und dem 20. November 1944 vorübergehend als Kommandeur der Infanterie der 1. Freien Französischen Division während der Schlachten von Hyères, Toulon und im Rhonetal. Nach dem Unfalltod von General Diego Brosset am 20. November 1944 in den Vogesen wurde Pierre Garbay als dessen Nachfolger zum Kommandeur der 1. Freien Französischen Division ernannt, die zur 1. Armee (1ere armée) unter dem Befehlshaber General Jean de Lattre de Tassigny gehörte. Anschließend wurde er am 25. November 1944 zum Brigadegeneral (Général de brigade) befördert. Unter seinem Befehl zeichnete sich die Division bei Kampfhandlungen in Giromagny, am Ballon d’Alsace (Elsässer Belchen), Sewen und Gros-Magny aus und errang dort einen überwältigenden Sieg, der seine Division ins Elsass führte. Nachdem sie in die Reserve der 6. Heeresgruppe übergegangen war, wurde die 1. DFL dann in den Kessel von Royan geschickt. Danach kehrte die Division am 1. Januar 1945 ins Elsass zurück und errang vom 7. bis 11. Januar den schwierigen Verteidigungssieg am Ill. Ebenso war er mit seiner Division vom 23. Januar bis 1. Februar 1945 entscheidend an der endgültigen Befreiung des Elsass beteiligt, indem sie die Reduzierung des Kessels von Colmar durchführte. Im April 1945 verlegte er die 1. Freie Französische Division in das Département Alpes-Maritimes, wo sie vom 10. bis 12. April nach drei Tagen erbitterter Kämpfe das befestigte Authion-Massiv, den Schlüssel zum gesamten feindlichen Verteidigungssystem in den Alpen, eroberte. Er überquerte nach einem gewagten Manöver im Hochgebirge die Alpen und gelangte am Vorabend der deutschen Kapitulation am 7. Mai 1945 in die Po-Ebene.

### Nachkriegszeit, Aufstieg zum General und Militärgouverneur von Paris
Nach Kriegsende war Pierre Garbay vom 1. Mai 1946 bis zum 19. Juni 1947 mit der Aufzulösung der 1. Freien Französischen Division, bevor er vom 19. Juni 1947 bis zum 2. Januar 1948 zunächst Kommandeur der Truppen in Madagaskar und danach zwischen dem 2. Januar 1948 und dem 27. Mai 1949 Oberkommandierender der Truppen in Madagaskar und den angeschlossenen Gebieten fungierte. Als solcher war er maßgeblich an der Niederschlagung des Madagaskar-Aufstands beteiligt und wurde am 20. April 1948 zum Generalmajor (Général de division) befördert. Nachdem er vom 25. Mai 1949 bis zum 15. September 1950 Oberkommandierender der Truppen in den Französischen Überseegebiete im Indischen Ozean (Interarmées du Groupe des Territoires français de l’Océan Indien) war, befand er sich nach seiner Rückkehr zwischen dem 15. September 1950 und dem 28. August 1951 zur besonderen Verfügung des Ministers für die Überseegebiete (Ministre de la France d’Outre-Mer) und absolvierte zudem einen Lehrgang am Hochschulinstitut für nationale Verteidigungsstudien IHEDN (Institut des hautes études de défense nationale). Nach einem kurzen Aufenthalt von drei Monaten in Indochina übernahm er am 28. August 1951 den Posten als Kommandeur der Truppen in Tunesien und hatte diesen bis zum 10. März 1954 inne. Anschließend übernahm er zwischen dem 10. März und dem 15. Dezember 1956 den Posten als Oberkommandierender der Truppen in Französisch-Westafrika AOF (Afrique-Occidentale française) in Dakar und erhielt in dieser Verwendung am 1. Juni 1955 auch seine Beförderung zum Generalleutnant (Général de corps d'armée). 
Nach seiner Rückkehr bekleidete Garbay zwischen dem 15. Dezember 1956 und dem 28. April 1959 Militärischer Berater des Ministers für die Überseegebiete und war zugleich in Personalunion vom 15. Dezember 1956 bis zum 1. April 1961 Adjutant des Chefs des Generalstabes der Streitkräfte für die Überseegebiete (Adjoint outre-mer au chef d’Etat-major général des Forces Armées) sowie Inspekteur der Kolonialtruppen (Inspecteur des Troupes coloniales). Daneben war er zwischen 1957 und 1958 Mitglied des Obersten Rates der Streitkräfte (Conseil supérieur des Forces armées) und zugleich von 1957 bis 1960 ordentliches Mitglied des Obersten Kriegsrates (Conseil supérieur de la Guerre).
Nachdem Pierre Garbay am 1. August 1958 zum General (Général d'armée) befördert worden war, übernahm er am 1. September 1958 von General Louis-Constant Morlière den Posten als Militärgouverneur von Paris (Gouverneur militaire de Paris) und hatte dieses Amt bis zu seiner Ablösung durch General Raoul Salan am 5. Februar 1959 inne. Am 1. April 1961 wurde er auf seinen Wunsch aus der aktiven Armee entlassen und in die Reserve (2e section) versetzt. Nach seinem Tode wurde er auf dem Friedhof von Velesmes-Échevanne beigesetzt.

### Auszeichnungen
Für seine Verdienste wurde Pierre Garbay mehrfach ausgezeichnet und erhielt neben dem Titel eines Compagnon de la Libération unter anderem das Großkreuz der Ehrenlegion, das Croix de guerre 1939–1945 mit sieben Erwähnungen, das Croix de guerre des Théâtres d’Opérations Extérieurs (TOE) mit zwei Erwähnungen, das Croix du Combattant, das Croix du Combattant Volontaire 39/45, die Médaille de la Résistance mit Rosette, die Médaille Coloniale mit den Inschriften „Maroc 1925“, „AFL“, „Erythrée“, „Libye“ und „Tunisie“ sowie die Médaille Commémorative des Services Volontaires dans la France Libre.